# Мачерата-Фельтрия
Мачерата-Фельтрия (итал. Macerata Feltria) — коммуна в Италии, располагается в регионе Марке, в провинции Пезаро-э-Урбино.
Население составляет 2116 человек (2008 г.), плотность населения составляет 53 чел./км². Занимает площадь 40 км². Почтовый индекс — 61023. Телефонный код — 0722.
Покровителем коммуны почитается Архангел Михаил, празднование 29 сентября.

## Демография
Динамика населения:

## Администрация коммуны
- Официальный сайт: http://www.comune.maceratafeltria.pu.it/